# Rodolfo Cardoso
Rodolfo Tan Cardoso (ur. 25 grudnia 1937 w Andzie, zm. 21 sierpnia 2013 w Manili) – filipiński szachista, pierwszy Azjata który utrzymał tytuł mistrza międzynarodowego (w 1957 roku).

## Spis osiągnięć szachowych Cardoso
- 1956 zwycięstwo w mistrzostwach juniorów Filipin
- 1957 piąte miejsce w IV mistrzostwach świata juniorów rozegranych w Toronto (zwycięzca William Lombardy)[2]
- 1957 ośmiopartiowy mecz z czternastoletnim wówczas Bobby Fischerem zakończony porażką 2-6 (jedna wygrana i dwa remisy Cardoso +1=2-5)
- 1958 zwycięstwo w turnieju strefowym w Manili
- 1958 udział w turnieju międzystrefowym Portoroż 1958 zakończony na 19 miejscu wśród 21 startujących, 6/20 (+4=4-16), remis ze zwycięzcą rozgrywek Michaiłem Talem[3]
- 1958 mistrzostwo Filipin seniorów
- 1963 mistrzostwo Filipin seniorów po raz drugi

## Udział w olimpiadach szachowych
- XII olimpiada szachowa 1956, Moskwa, czwarta szachownica, (+11 –2 =4)
- XIII olimpiada szachowa 1958, Monachium, pierwsza szachownica, (+10 –4 =5)
- XX olimpiada szachowa 1972, Skopje, druga szachownica, (+10 –4 =3)
- XXI olimpiada szachowa 1974, Nicea, druga szachownica, (+9 –6 =4)[4]